# Byaravalli, Chikmagalur
Byaravalli là một làng thuộc tehsil Chikmagalur, huyện Chikmagalur, bang Karnataka, Ấn Độ.